# Naschitti, New Mexico
Naschitti, New Mexico (енгл. Naschitti) насељено је место без административног статуса у америчкој савезној држави Њу Мексико.

## Демографија
По попису из 2010. године број становника је 301, што је 59 (-16,4%) становника мање него 2000. године.
| Група             | 2000.    | 2010.    |
| Белци             | 9 (2,5%) | 1 (0,3%) |
| Афроамериканци    | 0 (0,0%) | 0 (0,0%) |
| Азијати           | 0 (0,0%) | 0 (0,0%) |
| Хиспаноамериканци | 0 (0,0%) | 8 (2,7%) |
| Укупно            | 360      | 301      |